# Abdulla Yameen
Abdulla Yameen Abdul Gayoom (dhivehi: ޢަބްދުﷲ ޔާމީން ޢަބްދުލް ޤައްޔޫމް; født 21. maj 1959) er en maldivisk politiker, der var præsident for Maldiverne fra 2013 til 2018. Han forlod embedet den 17. november 2018 efter at have tabt ved præsidentvalget i 2018, hvor han søgte at blive genvalgt for en ny femårig periode.
Yameen blev valgt til præsident ved præsidentvalget i 2013 som kandidat for Progressive Party (PPM). Han besejrede lederen af Maldivian Democratic Party (MDP), tidligere præsident Mohamed Nasheed i anden runde af et omvalg, efter at det første valg var annulleret. Han var den anden demokratisk valgte præsident for Republikken Maldiverne.
Yameen startede sin karriere som statsansat i juli 1978 efter bachelorstudier i Beirut i Libanon. Han fungerede først som sekretær i finansministeriet og derefter som forskningsmedarbejder ved afdelingen for forskning og internationale organisationer i Maldivernes Centralbank (MMA).
Da han vendte tilbage efter at have afsluttet sine kandidatstudier, begyndte Yameen at arbejde i ministeriet for handel og industri. Han havde mange poster i sin karriere i ministeriet og blev udnævnt til handels- og industriminister den 11. november 1993 under præsident Maumoon Abdul Gayoom.
Som handelsminister hjalp Yameen Maldiverne med at blive en del af Multilateral Investment Guarantee Agency (MIGA) og andre internationale handels- og investeringsorganisationer.
Senere, også under præsident Gayoom, var Yameen også minister for videregående uddannelse (juli 2005 - april 2007) og minister for turisme og civil luftfart (september 2008 - 20. november).

## Fængsel
Den 16. december 2018 beslaglagde Maldivernes højesteret 6,5 millioner dollars i aktiver fra Yameen, og 6. februar 2019 blev Yameen anklaget for tyveri, hvidvaskning af penge og for at afgive falske erklæringer til politiet. Sagen vedrørte en aftale om at leje tropiske øer til hoteludvikling og en påstået betaling af 1 million dollars af regeringens penge gennem et privat selskab, SOF Private Limited, til Yameens personlige bankkonto. Yameen blev ved en domstol fundet skyldig i alle anklagerne den 8. november 2019. Han blev idømt 5 års fængsel og en bøde på 5 millioner dollars. Højesteret stadfæstede fængselsstraffen i januar 2021, men Yameen blev løsladt efter 2 år og 2 dages fængsel efter en appelsag anlagt af tidligere præsident Abdulla Yameen Abdul Gayoom.
25. december 2022 blev Yameen på ny idømt 11 års fængsel og en bøde 5 millioner dollars for korruption og hvidvaskning af penge. Yameen nægter sig skyldig.